# Hoffmannihadrurus aztecus
Espèce
Synonymes
- Hadrurus aztecus Pocock, 1902

Hoffmannihadrurus aztecus est une espèce de scorpions de la famille des Hadruridae.

## Distribution
Cette espèce est endémique du Mexique. Elle se rencontre en Oaxaca, au Puebla et au Veracruz.

## Description
Le mâle holotype mesure 103 mm.
La femelle décrite par Williams en 1970 mesure 102 mm.

## Systématique et taxinomie
Cette espèce a été décrite sous le protonyme Hadrurus aztecus par Pocock en 1902. Elle est placée dans le genre Hoffmannihadrurus par Fet, Soleglad, Neff et Stathi en 2004.

## Publication originale
- Pocock, 1902 : Arachnida : Scorpiones, Pedipalpi, and Solifugae. Biologia Centrali-Americana, p. 1-71 (texte intégral).